# Svart hål
För andra betydelser, se Svart hål (olika betydelser).

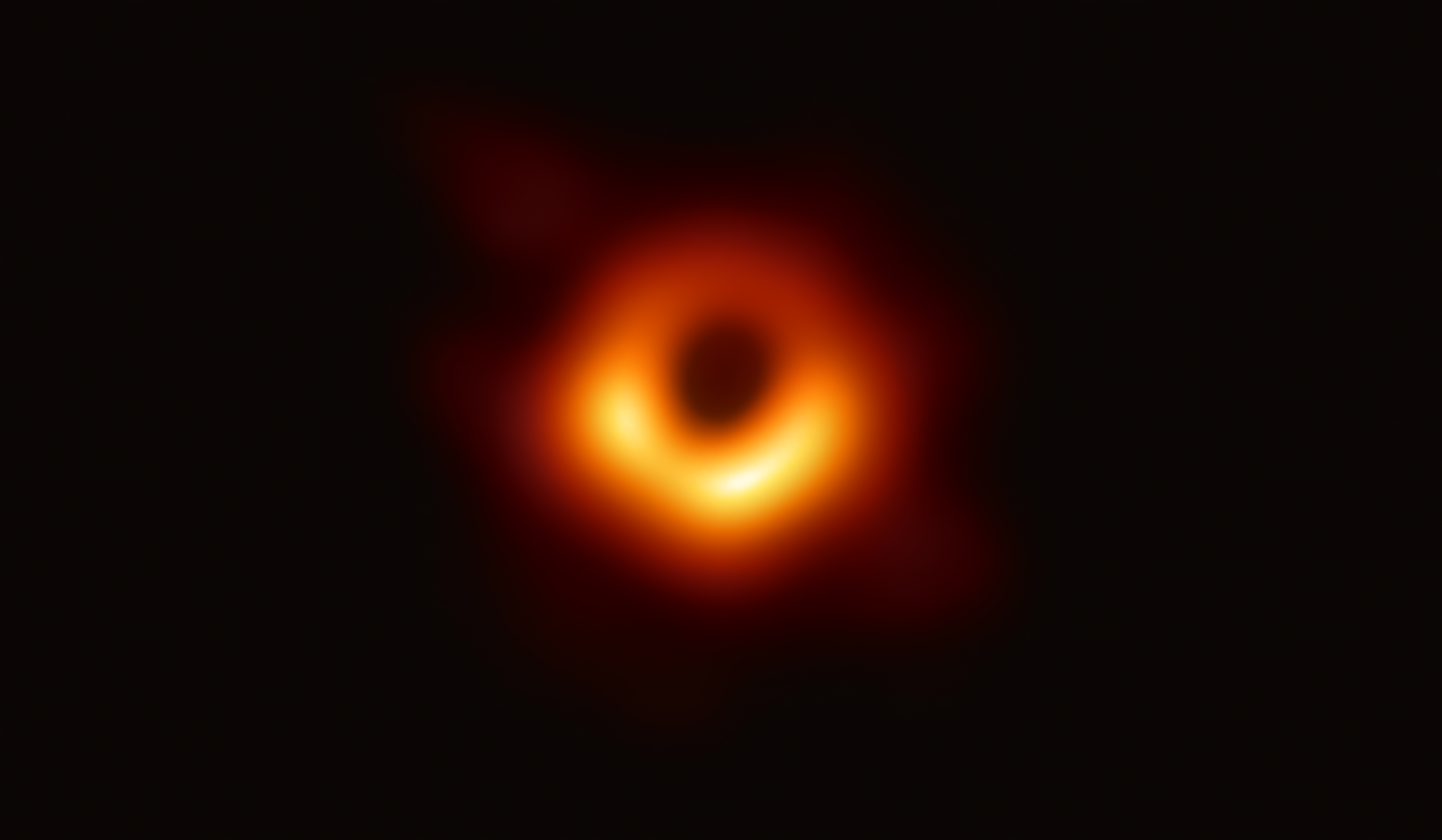
Bild av det svarta hålet i galaxen M87, från Event Horizon Telescope.

En visuell tolkning av ett svart hål eller neutronstjärna med en närliggande stjärna utanför dess Roche-gräns. Infallande materia bildar en ackretionsskiva samtidigt som annan materia med mycket hög energi slungas ut i form av strålar.

Ett svart hål är, enligt den allmänna relativitetsteorin, en koncentration av massa med ett så starkt gravitationsfält att ingenting, inte ens ljus, kan övervinna kroppens gravitation. Materia eller ljus som kommer in innanför det svarta hålets händelsehorisont förblir där och kan aldrig komma ut igen, förutom eventuellt oerhört långsamt i form av Hawkingstrålning. Man kan inte heller åstadkomma en reflektion eller spegelbild genom att belysa det med en ljuskälla och inte heller få någon information om materia som försvunnit in i hålet. Svarta hål som skapas genom sammanfallande stjärnor kan benämnas stellära svarta hål.
Svarta hål upptäcktes först som en möjlig lösning till den allmänna relativitetsteorins ekvationer och var först en rent teoretisk konstruktion. Numera har man genom astronomiska observationer observerat svarta hål i universum genom deras effekter på omkringliggande materia. Det första säkra beviset på att svarta hål existerar publicerades 2016 när forskare lyckades upptäcka gravitationsvågor från en kollision mellan två svarta hål som ska ha varit 29 respektive 36 gånger så massiva som solen, smält samman 1,3 miljarder ljusår bort.
Den 10 april 2019 publicerade Event Horizon Telescope en bild av ett supermassivt svart hål i galaxen Messier 87. Bilden är resultatet av koordinerade observationer med ett nätverk av radioteleskop fördelade över jorden. Det svarta hålets massa uppskattas till 6,5 miljarder solmassor.

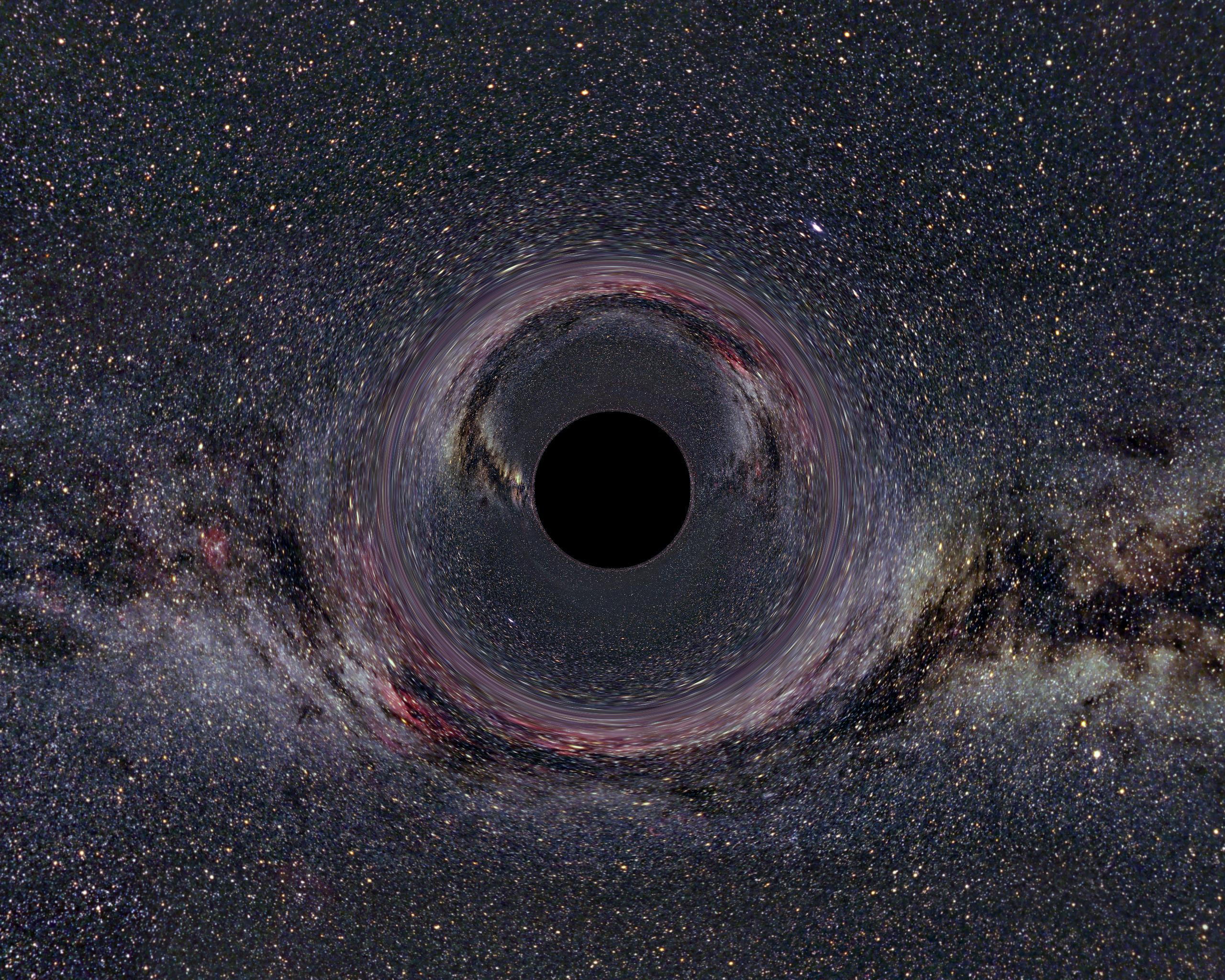
Simulering av hur ett svart hål framför Vintergatan skulle se ut. Det svarta hålet har 10 solmassor och ses här från ett avstånd på 600 km. För att upprätthålla detta avstånd krävs en motacceleration på omkring 400 miljoner g.

## Idéhistoria
Idén om en kropp så massiv att inte ens ljus kan undslippa den lades först fram av den brittiske geologen John Michell 1783 i en uppsats insänd till Royal Society. Den dominerande uppfattningen om ljuset var då att det bestod av partiklar, ofta kallade korpuskler. Newtons gravitationsteori och begreppet flykthastighet var vid denna tid ganska väl kända. Michell beräknade att en kropp med 500 gånger solens radie och ungefär samma densitet skulle ha en flykthastighet på ytnivån som motsvarade ljusets hastighet, vilket betydde att kroppen skulle vara osynlig. Med Michells egna ord:
| ”              | If the semi-diameter of a sphere of the same density as the Sun were to exceed that of the Sun in the proportion of 500 to 1, a body falling from an infinite height towards it would have acquired at its surface greater velocity than that of light, and consequently supposing light to be attracted by the same force in proportion to its vis inertiae [inertial mass], with other bodies, all light emitted from such a body would be made to return towards it by its own proper gravity. | „ |
| – John Michell | |   |

Michell ansåg det var osannolikt men fullt möjligt att många sådana objekt skulle kunna finnas i kosmos.
1796 lade den franske matematikern Laplace fram samma idé i sin Exposition du Système du Monde. Avsnittet fanns i de två första utgåvorna men togs bort från och med den tredje när det började komma experiment som visade ljusets vågegenskaper. Idén om svarta hål fick mycket lite uppmärksamhet under 1800-talet eftersom ljus ansågs vara en vågrörelse som saknade massa och inte påverkades av gravitation.
Albert Einsteins allmänna relativitetsteori 1915 förändrade detta. Han hade redan tidigare visat att gravitation faktiskt påverkar ljus. Några månader efter publiceringen av allmänna relativitetsteorin publicerade Karl Schwarzschild lösningen på ekvationen som beskriver gravitationsfältet hos en punktformig massa i en i övrigt tom rymd och antydde därmed att det vi idag kallar svart hål teoretiskt kunde existera. Schwarzschild-radien är idag känd som radien hos ett icke roterande svart hål men förstods inte då – Schwarzschild själv trodde inte att fenomenet manifesterade sig fysiskt.
På 1920-talet hävdade Subramanyan Chandrasekhar att speciella relativitetsteorin implicerade att en icke roterande kropp med massa överstigande en viss gräns – idag känd som Chandrasekhargränsen – skulle kollapsa, eftersom ingenting fanns som kunde hindra kollapsen. Arthur Eddington argumenterade emot teorin och hävdade att något oundvikligen skulle stoppa kollapsen.
Robert Oppenheimer (tillsammans med H. Snyder) förutsade att massiva stjärnor kunde genomgå en dramatisk gravitationskollaps. Svarta hål kunde i princip uppstå i naturen. Under en period kallades sådana kroppar frusna stjärnor eftersom kollapsen skulle kunna iakttagas som en hastig nedsaktning för att sedan övergå i rött närmare Schwarzschildradien. De tills vidare hypotetiska svarta hålen fick dock inte särskilt mycket uppmärksamhet förrän under det sena 1960-talet.
Intresset för sammanstörtade objekt tändes på nytt 1967 i och med upptäckten av pulsarer. Kort därefter myntades termen svart hål (black hole) av den teoretiske fysikern John Wheeler. Dessförinnan hade uttrycket svart stjärna (black star) emellanåt använts. Uttrycket förekommer bland annat i ett tidigt avsnitt av Star Trek och förekom även efter 1967. "Svart hål" har i översättning till bland annat franska och ryska en innebörd som väcker anstöt, vilket förklarar att uttrycket "svart stjärna" i viss mån lever kvar.

## Kvalitativ fysik
Svarta hål, i sin moderna tolkning, beskrivs av allmänna relativitetsteorins modell av en krökt rumtid.

### Att ramla in
Man kan föreställa sig en astronaut som faller med fötterna före in mot ett enkelt (icke-roterande) svart hål av Schwarzschild-typ.  En avlägsen observatör skulle se astronautens fall sakta av när händelsehorisonten närmar sig, eftersom enligt denna avlägsna observatör går den fallande astronautens klocka allt långsammare ju närmare det svarta hålet astronauten kommer, så kallad tidsdilatation, och till slut står klockan stilla när astronauten kommer fram till den så kallade händelsehorisonten. Den avlägsna observatören kommer också att se att astronauten blir allt rödare, eftersom också ljuset som sänds ut från observatören svänger allt långsammare och därmed får allt längre våglängd. I teorin skulle det förefalla som om astronauten aldrig riktigt når händelsehorisonten. I verkligheten, eftersom astronauten utsänder ett ändligt antal fotoner innan händelsehorisonten nås, skulle dock den sista fotonen från astronauten nå observatören inom något ögonblick och sedan skulle astronauten vara borta för alltid.
Från sin egen betraktelsepunkt skulle däremot astronauten nå händelsehorisonten inom en ändlig tid och sedan fortsätta in mot den singularitet, som finns i det svarta hålets centrum, efter en ändlig tid. När händelsehorisonten nåtts kan astronauten inte ses från det utanförliggande universum. Astronauten kan däremot fortfarande se resten av universum, och enligt astronauten går tiden allt snabbare i det utanförliggande universumet och ljuset därifrån blir allt blåare. Enligt astronauten inträffar det inte något speciellt när händelsehorisonten passeras, men då singulariteten närmar sig kommer skillnaden i gravitation mellan fotända och huvudända att öka, och astronauten kommer därefter att känna sig utsträckt och slutligen itusliten. Till slut blir skillnaden i gravitationen så stark att den sliter sönder atomer, atomkärnor och elementarpartiklar. Exakt när ett objekt slits itu av denna tidvattenskraft beror på det svarta hålets massa och objektets storlek. Ju större objektet är desto tidigare slits det sönder, men ju tyngre det svarta hålet är desto närmare måste objektet komma innan det slits sönder. För några av de största svarta hålen, vilka finns i galaxernas centrum, kan en hel stjärna passera genom händelsehorisonten innan den slits sönder, medan ett svart hål med en massa som en stjärna deformerar en grannstjärna, när den fyller sin Roche-lob, och drar ut gas från den, medan stjärnan ligger långt utanför det svarta hålets händelsehorisont.

### Händelsehorisonten
Händelsehorisonten är en teoretisk yta, som släpper igenom vad som helst som faller in från utsidan, men ingenting kan passera ut genom horisonten oavsett hur stor kraft som används. Strax utanför händelsehorisonten är det dock möjligt att lämna det svarta hålet, om tillräcklig kraft används. Händelsehorisonten är alltså en ovillkorlig "point of no return". 
Eftersom inga partiklar kan komma ut ur det svarta hålets innandöme, kan ingen information tränga ut till en utanförvarande observatör. Enligt klassisk relativitetsteori kan ett svart hål fullständigt beskrivas med tre parametrar: massa, rörelsemängdsmoment och elektrisk laddning. Denna princip är vad som avses med uttrycket "Svarta hål har inget hår" (Black holes have no hair).
Tiden saktas ned för ett objekt inom ett svart håls gravitationsfält, och vid händelsehorisonten blir tidsdilatation oändligt stor. Därmed kommer också rödförskjutningen vid horisonten att bli oändligt stor.  Av detta och den så kallade Hawking-strålningen följer att horisonten omges av en tunn het atmosfär av strålning.

### Singulariteten
I centrum av det svarta hålet befinner sig en gravitationell singularitet, en plats där den allmänna relativitetsteorin förutsäger att rumtiden är oändligt krökt, det vill säga gravitationen är oändligt stark. Rumtidens struktur i ett svart hål är sådan att allting som kommer innanför händelsehorisonten har  singulariteten i sin framtid framtiden och därmed inte kan undvika att träffa denna. Detta betyder att det svarta hålet skiljer sig från det som beskrevs av Michell 1793. Under Michells teori är flykthastigheten i och för sig lika med ljusets hastighet, men det vore fortfarande möjligt att till exempel utifrån hissa upp föremål från insidan av händelsehorisonten. Allmänna relativitetsteorin eliminerar dessa kryphål, eftersom när en gång ett föremål passerat inom händelsehorisonten kommer dess tidslinje att ha en slutpunkt för själva tiden, och inga möjliga världslinjer kan korsa händelsehorisonten en andra gång. Dessutom kan inget rep av ändlig längd förbinda en punkt utanför horisonten med en punkt innanför då repets längd, sett utifrån, minskar ju närmare händelsehorisonten det kommer.
Roger Penrose la 1969 fram en matematisk förmodan, som brukar kallas den kosmiska censurförmodan, enligt vilken en gravitationell singularitet alltid döljs innanför en händelsehorisont. De flesta teoretiker tolkar den matematiska singulariteten som en indikation på att den nuvarande teorin inte är komplett eller helt korrekt, så att andra fenomen blir aktuella när en partikel närmar sig centrum. 

## Roterande svarta hål

Ett roterande (Kerr) svart håls två fysikaliskt relevanta ytor.

Teoretiskt sett är händelsehorisonten hos ett icke-roterande svart hål en sfärisk yta, och dess singularitet är (informellt uttryckt) en punkt. Om det svarta hålet roterar, vilket är ett troligt arv från ursprungsstjärnans rotation före kollapsen, kommer rumtiden kring det svarta hålets händelsehorisont att bilda en ergosfär.  På grund av frame-dragging är det omöjligt att befinna sig i vila i ergosfären, utan istället tvingas man att följa med i det svarta hålets rotation. Ergosfären har en ellipsoidisk form. Eftersom ergosfären ligger utanför händelsehorisonten, kan partiklar existera inuti den utan att oundvikligen dras in innanför händelsehorisonten, och under vissa omständigheter kan de slungas ut ur den igen med oerhörd kraft, och på så sätt dra ut energi ur det svarta hålet – därav namnet ergosfär ("arbetande sfär") eftersom den kan utföra arbete.
Att svarta hål roterar med hög hastighet vet man redan, men astronomer har nu undersökt hur snabbt ett svart hål i Vintergatan roterar. Resultatet av studien visade att det svarta hålet snurrade runt sig själv med ungefär ljusets hastighet  , och att rymden runt hålet följer med.
Hålet ligger 35 000 ljusår från jorden, i stjärnbilden Örnen. Hålet utgör tillsammans med en vanlig stjärna ett så kallat dubbelstjärnsystem.
Det som gjorde det möjligt att mäta hastigheten var att hålet sög till sig gas från sin stjärnpartner. Det har givit forskarna en ny kunskap i hur en gammablixt uppstår.

## Entropi och Hawkingstrålning
1971 visade Stephen Hawking att händelsehorisontens yta aldrig kan minska. Detta förefaller anmärkningsvärt likt termodynamikens andra lag med yta i rollen som entropi. Därför föreslog Jacob Bekenstein att entropin hos ett svart hål borde vara proportionell mot dess händelsehorisonts yta. 1975 applicerade Hawking kvantfältteori på en semi-klassisk krökt rumstids-modell och upptäckte att svarta hål kan utstråla värmestrålning, kallad Hawkingstrålning. Med detta som stöd kunde han beräkna entropin som mycket riktigt bekräftade Bekensteins hypotes och visade sig vara proportionell mot ytan.  Ett svart hål är alltså inte fullständigt svart, även om temperaturen och utstrålningen från ett svart hål tungt som en stjärna eller tyngre är helt försumbar.  Däremot blir effekten betydande för hypotetiska svarta minihål, vilka kan avdunsta och till slut försvinna i en skur av strålning.  Slutsatsen är att varje svart hål som inte kan dra till sig ny massa har en ändlig livstid som är direkt proportionell mot dess massa.
Hawkingstrålningens egenskaper bestäms enligt halvklassisk teori av det svarta hålets egenskaper, som enligt no hair-teoremet, bestäms av det svarta hålets massa, rörelsemängdsmoment och elektriska laddning.  Det innebär att varje svart hål som har samma värden på dessa parametrar skulle sända ut samma strålning oberoende av vilken form av materia som det svarta hålet har bildats av från början.  Detta betyder att nästan all information om denna materia går förlorad när det svarta hålet avdunstar, men enligt kvantmekaniken måste denna information bevaras, vilket leder fram till den så kallade informationsparadoxen.  Stephen Hawking antog från början ståndpunkten att denna informationsförlust var reell, medan den nederländske fysikern Gerard t'Hooft och den amerikanske fysikern Leonard Susskind invände att kvantmekanikens krav på att informationen måste bevaras är så fundamentalt att informationen måste finnas kvar i någon form efter att det svarta hålet har avdunstat, till exempel inkodat i den utsända strålningen, eller genom att någon form av relik av det svarta hålet finns kvar efteråt.  På 1990-talet föreslog Susskind och medarbetare att det finns en form av svart-håls-komplementaritet, där två helt olika händelseutvecklingar ger komplementära beskrivningar av vad som händer kring det svarta hålet, analogt med hur kvantmekaniska system kan beskrivas som vågor eller partiklar.  I Susskinds beskrivning kan vi å ena sidan se på hur en observatör som faller in mot ett svart hål från sin egen synpunkt på en ändlig tid faller genom händelsehorisonten och når fram till singulariteten i det svarta hålets centrum.  Enligt en observatör på utsidan kommer den fallande observatören att röra sig allt långsammare när han närmar sig det svarta hålets händelsehorisont.  Omedelbart utanför händelsehorisonten stöter han på en mycket varm atmosfär, i vilken han förångas och informationen om honom strålas därifrån ut i den omgivande rymden.  En utveckling och kritik av detta har lett fram till den så kallade brandväggshypotesen, som föreslår att den infallande observatören brinner upp vid horisonten.
På 1990-talet lyckades man också visa att det är möjligt att beräkna entropin för vissa svarta hål från strängteori.  Det går också att beräkna hur mycket information som kan lagras i en viss volym, och det visar sig då att denna är densamma som den information som kan rymmas i händelsehorisonten för ett svart hål med samma volym.  Uttryckt i termer av entropi betyder detta att ett svart hål är ett maximum-entropi-objekt, så att den maximala entropin hos ett område i rymden är lika med entropin hos det största svarta hål som ryms i området. Detta ledde till förslaget om den holografiska principen att i en förlängning skulle hela universum kunna ses som ett hologram där informationen om det tredimensionella universumet är lagrat i en tvådimensionell yta, precis som ett vanligt tvådimensionellt hologram beskriver en tredimensionell form.
Den 21 juli 2004 föreslog Hawking att svarta hål till slut sänder ut information om vad de dragit in i sitt inre och ändrade därmed sin tidigare modell om slutlig informationsförlust. Han föreslog att kvantstörningar på ytan kunde låta information fly från ett svart hål, så att den kan påverka Hawkingstrålningen. Ett sätt att se på hur strålningen bär med sig information från det svarta hålet är att kvanttillstånden i det svarta hålets inre är sammanflätade med dem hos den utsända strålningen.  Processen som producerar Hawkingstrålningen blir då icke-lokal och det har föreslagits att den här icke-lokaliteten kan observeras i gravitationsstrålningen från kolliderande svarta hål eller som variationer över tid i bilder av svarta hål .

## Svarta hål i verkligheten

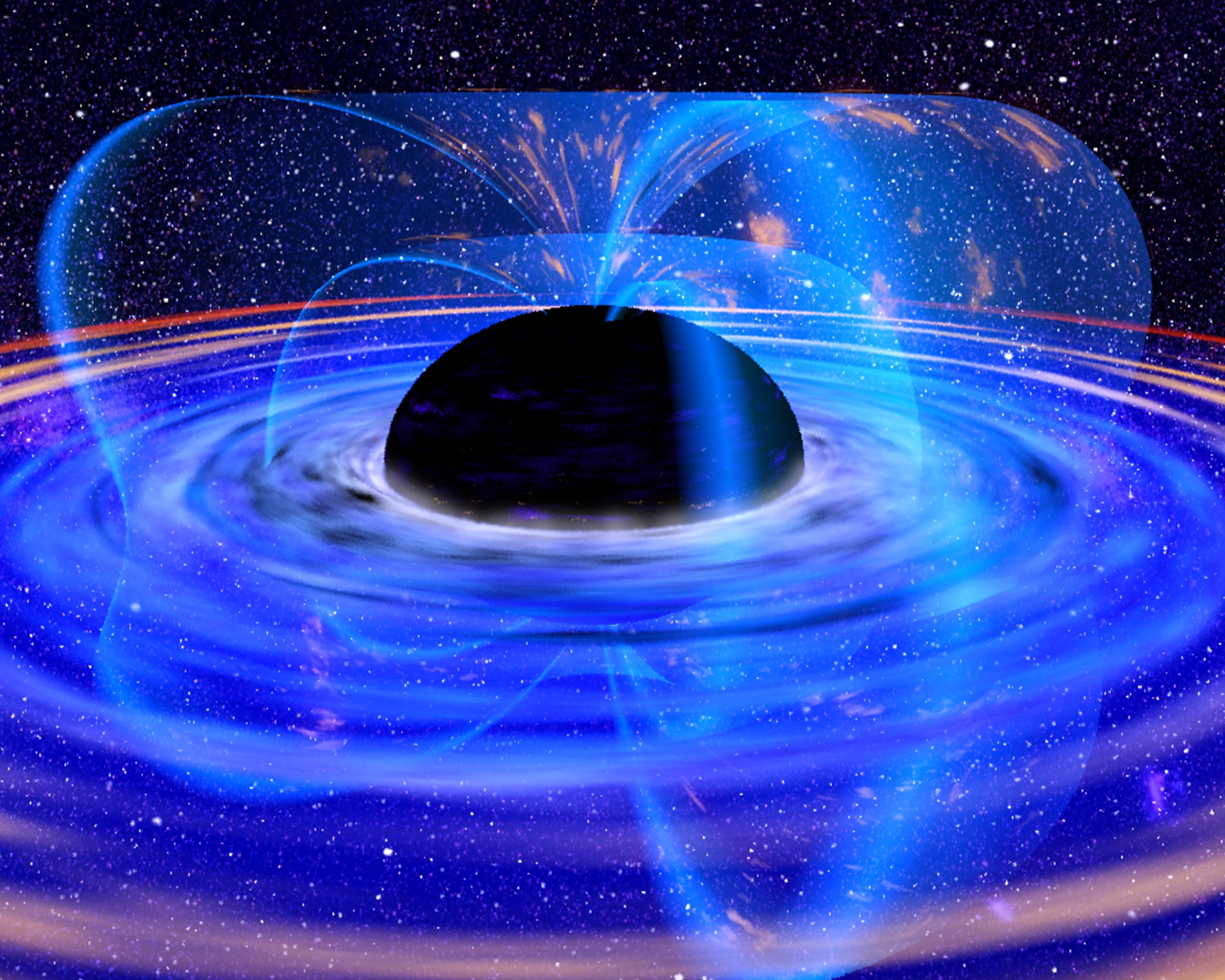
En konstnärlig vision av en ackretionsskiva av het plasma i omkrets kring ett svart hål (bild från NASA)

Svarta hål kan enklast beskrivas som "döda" stjärnor. En större stjärna har kollapsat under sin egen tyngd och gravitationen hos detta nya objekt har blivit så stark att elektromagnetisk strålning (bl.a. ljus) inte kan ta sig ifrån dess yta. Allmän relativitetsteori (liksom de flesta modeller om gravitation) säger inte bara att svarta hål kan finnas, utan förutsäger att de kommer att ta form i naturen närhelst tillräckligt stor mängd materia packas i en viss region, genom ett skeende som kallas gravitationskollaps. När massan inom regionen ökar, deformeras rumtiden omkring den allt mer. När flykthastigheten på ett visst avstånd från centrum ökat till ljushastigheten, formas en händelsehorisont inom vilken materia oundvikligen måste kollapsa in mot en enda punkt och en singularitet uppstår.
Kvantitativ analys av detta resonemang ledde till förutsägelsen att det inte finns några stabila konfigurationer för kalla himlakroppar med en massa större än ungefär tre gånger solens massa, utan dessa är tvingade att genomgå en gravitationskollaps till ett svart hål.  I praktiken leder det till att tunga stjärnor med massor större än åtta gånger solens massa kommer att explodera som supernovor och bilda neutronstjärnor eller svarta hål, beroende på hur mycket massa som kastas ut under explosionen. Mindre svarta hål skulle ha kunnat bildats under universums allra första stadier, och skulle i så fall utgöra svart urtidshål som skulle kunna ha betydligt mindre massor.
Supermassiva svarta hål (supertunga svarta hål) med massa motsvarande miljoner eller miljarder gånger solens massa skulle också kunna skapas om tillräckligt många stjärnor befann sig på ett tillräckligt område i rymden eller tillräckligt många sögs in i ett ursprungligt svart hål, alternativt om flera svarta hål slogs samman. De nödvändiga förutsättningarna anses allmänt finnas i centrum av större galaxer inklusive Vintergatan.

### Detektion av svarta hål
Svarta hål kan detekteras på tre sätt.
1. Observation av objekt i deras närhet, det vill säga hur de påverkar den omedelbara rymden runt omkring sig. Ledtrådar kan vara gravitationslinser eller kroppar vars rörelse förefaller påverkas av osynliga objekts gravitation. Det har också filmats hur det ser ut när ett svart hål "äter upp" en stjärna, heliumgasen lägger sig som ett lysande halsband runt det svarta hålet.
2. Observation av gammastrålning.
3. Observation av röntgenstrålning. Båda dessa strålningstyper bildas i ackretionsskivor, som kan omge de svarta hålen.

Den mest avslöjande manifestationen av ett svart hål tros komma från materia på väg att slukas av det svarta hålet, vilken samlas i en virvel liknande vatten vid ett avlopp, en ackretionsskiva med extremt hög temperatur och rotation. Friktionen i materien i denna skiva alstrar så mycket energi att stora mängder strålning i infrarött och röntgen utsänds. Värmeutvecklingen är mycket effektiv och kan omvandla upp till 10 % av en partikels massa till strålning, jämfört med fusion som endast omvandlar några få procent. Ett annat iakttagbart fenomen är tunna strålar av materia som med relativistisk fart kastas ut längs med diskens centrumaxel.
Ackretionsskivor, utkastningsstrålar och roterande objekt finns dock alla även nära andra objekt, som till exempel neutronstjärnor. Kroppars beteende nära sådana objekt som alltså inte är svarta hål stämmer inte helt, men mycket nära, överens med beteendet omkring ett svart hål. Det är därför ofta svårt att skilja på neutronstjärnor och svarta hål, bortsett från att vissa fenomen bara uppträder om det kompakta objektet är en neutronstjärna.  En neutronstjärna har en fast yta, som den infallande gasen till slut kommer att kollidera med.  Om neutronstjärnan därtill har ett starkt magnetfält kommer detta bara att ske vid neutronstjärnans poler, så att det uppstår två heta fläckar på neutronstjärnan, vilka kan observeras genom att de rör sig med neutronstjärnans rotation, I neutronstjärnor med svagare magnetfält kan det istållet byggas upp ett lager av stjärnmateria på neutronstjärnans yta.  Efter ett tag blir detta lager instabilt och det uppstår en termonukleär explosion, som syns som ett utbrott av röntgenstrålning.  De starkaste svarta hål-kandidaterna är objekt, som inte uppvisar något av dessa beteenden, och där man kan visa att de är  tyngre än den maximala massan för en neutronstjärna.

### Typer av svarta hål som upptäckts
En betydande mängd astronomisk vittnesbörd för svarta hål har hunnit inkomma i två skilda massa-kategorier:
- stellära svarta hål, med massa liknande en vanlig stjärna (4-15 gånger solens massa).
- supermassiva svarta hål med massa omkring kanske 1 % av massan hos en typisk galax. De supermassiva objekten observeras indirekt genom att iaktta hur omkringliggande objekt och materia uppträder.

Dessutom finns vissa tecken på existensen av mellanmassiva svarta hål, med massa motsvarande några tusen gånger solens massa. Dessa svarta hål skulle kunna vara upphovet till supermassiva svarta hål.
Stellära svarta hål identifieras i första hand genom att iaktta ackretionsskivor med rätt storlek och hastighet, men som saknar den uppflammande strålning som andra massiva objekt uppvisar. Stellära svarta hål anses ha koppling till förekomsten av gammablixtar.
De första kandidaterna till svarta hål hittades i aktiva galaxcentra och kvasarer, båda upptäckta av radioastronomer på 1960-talet. Den effektiva omvandlingen av massa genom friktionen i ackretionsskivan till ett svart hål förefaller vara den enda tillgängliga förklaringen till de enorma mängder energi som utstrålas av dessa objekt. Framläggandet av denna teori på 1970-talet undanröjde också den viktigaste invändningen mot att kvasarer skulle vara avlägsna galaxer, nämligen att ingen fysisk mekanism vore kapabel att alstra så mycket energi.

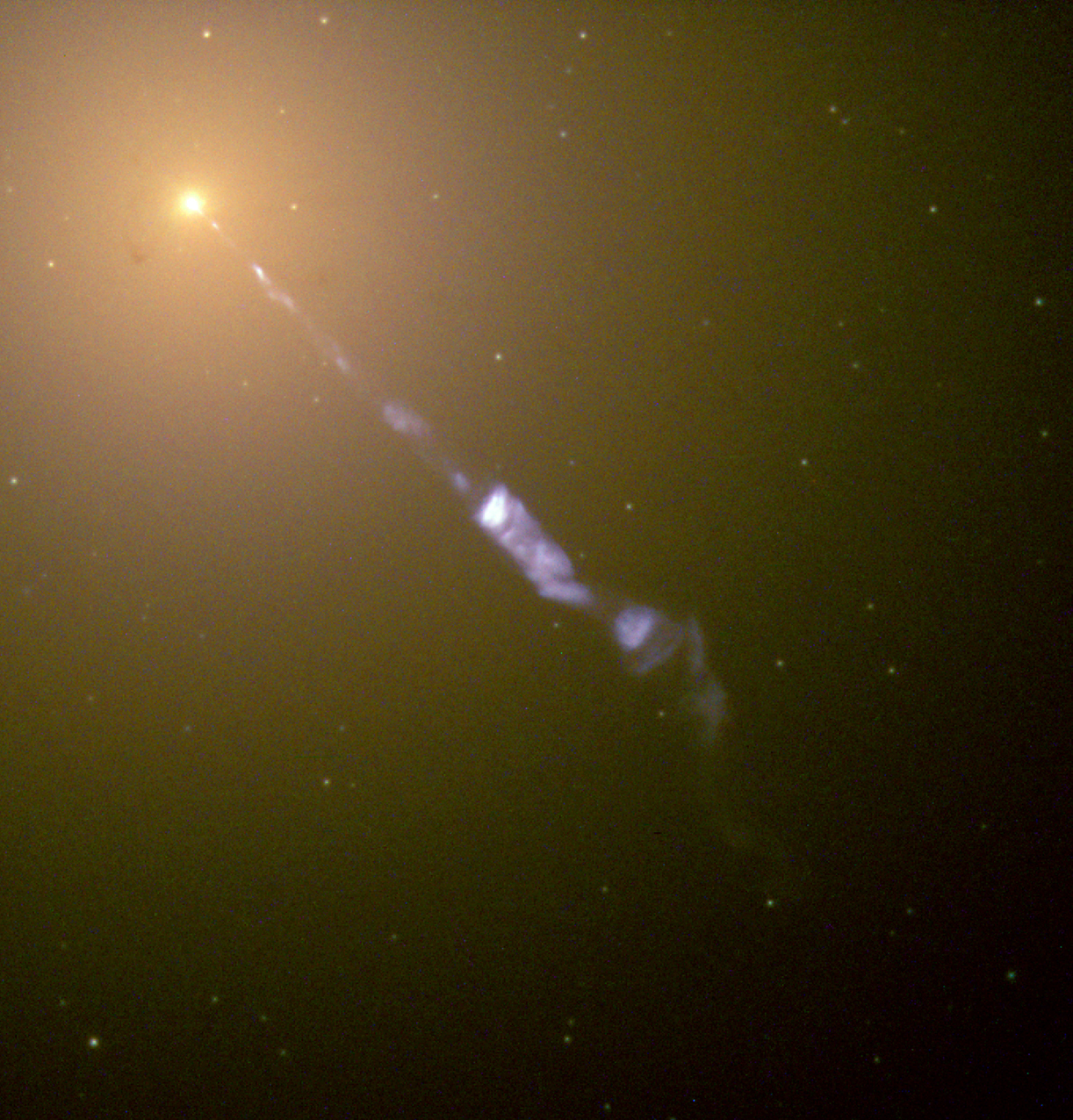
Galaxen M87 och den jetstråle som tros orsakas av ett supermassivt svart hål i galaxens centrum

Utifrån 1980-talets observationer av stjärnors rörelser nära galaxcentra antas numera att supermassiva kompakta objekt måste finnas i centrum av de flesta galaxer, inklusive Vintergatan. Sagittarius A* anses allmänt vara den mest sannolika kandidaten för platsen för ett supermassivt objekt i centrum av Vintergatan.
Dessa galaktiska centrala supermassiva kompakta objekt åstadkommer enorm strålning när de suger in gas och damm – till dess att all för tillfället närliggande materia sugits in och processen stannar upp. Modellen kan vara periodisk, men förklarar varför det just nu inte verkar finnas några närliggande kvasarer. En korrelation har konstaterats mellan tillväxten hos det svarta hålet i galaxkärnan och storleken hos den sfäriska komponenten i galaxens form – antingen det är en elliptisk galax eller rör sig om den tjockare delen av en spiralgalax. Någon fysikalisk bakgrund till det empiriska sambandet har ännu inte uppdagats.  Några indikationer på massiva svarta hål i centrum av klotformade stjärnhopar har man inte funnit, vilket antyder att dessa är fundamentalt annorlunda än galaxer.
Än så länge har inga troliga "svarta urtidshål" iakttagits.

## Astrofysikens matematik för superkompakta objekt

### Schwarzschildlösningen
Svarta hål förutsägs av Albert Einsteins allmänna relativitetsteori. Särskilt förutsägs de av Schwarzschildmetriken, en av de tidigaste lösningarna till Einsteins ekvationer upptäckt av Karl Schwarzschild 1915. Lösningen beskriver rumtidens krökning omkring ett statiskt och sfäriskt symmetriskt objekt i en för övrigt tom rymd, där metriken är
{\displaystyle ds^{2}=-\left(1-{2M \over r}\right)dt^{2}+\left(1-{2M \over r}\right)^{-1}dr^{2}+r^{2}d\Omega ^{2}},
där de naturliga enheterna {\displaystyle c=G=1} används och {\displaystyle d\Omega ^{2}=d\theta ^{2}+\cos ^{2}\theta \;d\phi ^{2}} är rymdvinkeln, det vill säga metriken på en 2-sfär.
Enligt Schwarzschilds lösning kommer ett objekt med gravitation att kollapsa och bli ett svart hål, om dess radie är mindre än en viss gräns, vilken kallas Schwarzschild-radien. Under denna radie är rumtiden så krökt att varje ljusstråle som utstrålas kommer att böjas in mot gravitationens centrum. Eftersom relativitetsteorin förbjuder att en partikel rör sig snabbare än ljushastigheten kommer allt inom Schwarzschild-radien – inklusive själva beståndsdelarna i det kollapsande objektet – att kollapsa in mot objektets centrum. En gravitationell singularitet, en region med potentiellt oändlig densitet, bildas i denna punkt. Eftersom inte ens ljus kan undslippa inifrån Schwarzschild-radien skulle ett klassiskt svart hål verkligen vara svart.
Schwarzschild-radien ges av rs=2M i relativistiska enheter som ovan, eller
{\displaystyle r_{s}={2\,GM \over c^{2}}}
där G är gravitationskonstanten, M är massan objektet, och c ljushastigheten. För en kropp med samma massa som jorden är Schwarzschild-radien bara 9 mm – ungefär som en stenkula.
Genomsnittsdensiteten innanför Schwarzschild-radien minskar för ökande massa hos objektet, så att medan ett svart hål med jordens massa skulle ha en medeldensitet på 2 · 1030 kg/m3 så skulle ett supermassivt svart hål om 109 gånger solens massa ha en densitet om bara cirka 20 kg/m3, mindre än vatten! Genomsnittsdensiteten ges av
{\displaystyle \rho ={\frac {3\,c^{6}}{32\pi M^{2}G^{3}}}}
Eftersom jordens genomsnittsradie är 6371 km, skulle jorden behöva komprimeras 4 · 1026 gånger för att kollapsa och bli ett svart hål. För ett objekt med solens massa är Schwarzschild-radien omkring 3 km – solens radie är omkring 700 000 km. Även när solen förbränt allt sitt bränsle och krympt ihop, kommer den att vara avsevärt större (åtskilliga tusen km) än den Schwarzschild-radie som svarar mot dess massa. Massivare stjärnor däremot kan kollapsa redan innan de brunnit ut.

### Andra lösningar
Mer generella svarta hål kan också förutsägas med mer komplicerade lösningar till Einsteins ekvationer. Först ut strax efter Schwarzschild var Hans Reissner och  Gunnar Nordström med motsvarande lösning för en elektriskt laddad, sfärisk, icke-roterande kropp, Reissner–Nordström-metriken (1916–1918). Att finna exakta lösningar till de mer rimliga roterande himlakropparna är betydligt svårare, då dessa ekvationer blir högst icke-linjära. De förblev olösta i närmare 50 år.
Det blev Roy Kerr som fann lösningen till det roterande svarta hålet med Kerrmetriken som har en ringformig singularitet. Två år senare fann Ezra T. Newman den axialsymmetriska lösningen till Einsteins fältekvationer för ett svart hål som både roterar och är elektriskt laddat. Denna form för den metriska tensorn {\displaystyle g_{\mu \nu }\!} kallas för Kerr–Newman-metrik och är en generalisering av Kerrmetriken. De fyra exakta lösningarna kan summeras i tabellform så här:
|                  | Statiska (J = 0)   | Roterande (J ≠ 0) |
| Oladdade (Q = 0) | Schwarzschild      | Kerr              |
| Laddade (Q ≠ 0)  | Reissner–Nordström | Kerr–Newman       |

där Q står för himlakroppens elektrisk laddning och J är dess rörelsemängdsmoment.

## Fotonsfär
En fotonsfär är, åtminstone teoretiskt, ett område där gravitationen är precis lagom stark för att hålla fotoner kretsande runt det svarta hålet. En fotonsfärs radie är:
{\displaystyle r={\frac {3GM}{c^{2}}}={\frac {3r_{\rm {s}}}{2}}}
Där G betecknar gravitationskonstanten, M betecknar hålets massa, c betecknar ljusets hastighet i vakuum och rs är Schwarzschildradien.

## Maskhål

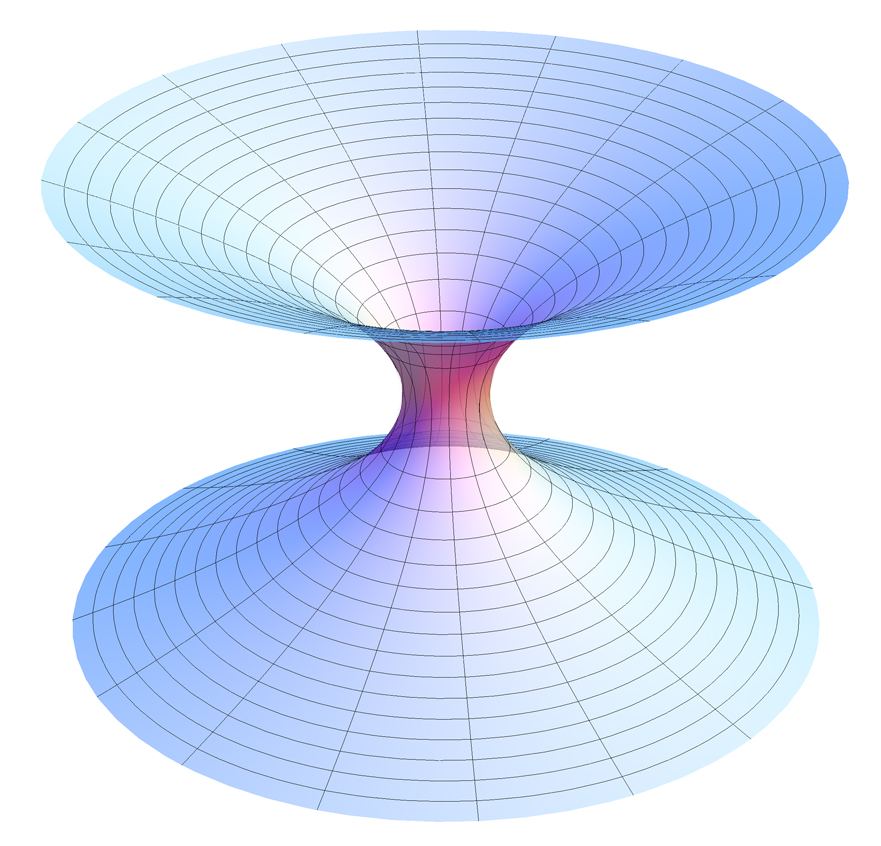
Diagram över Schwarzschilds maskhål.

Den allmänna relativitetsteorin tillåter möjligheten av formationer i vilken två svarta hål ansluts till varandra. Sådana formationer benämns vanligen maskhål. Maskhål har inspirerat science fictionförfattare för att de erbjuder en möjlighet att resa snabbt över långa avstånd och även att resa i tiden. I praktiken verkar sådana formationer vara helt omöjliga, eftersom inga kända processer verkar tillåta att dylika objekt skapas.

## Planeter
Vissa astronomer menar att det kan finnas svarta hål som planeter kretsar kring.